# Kabinet-Kopacz
Het kabinet-Kopacz is de huidige Poolse regering. Na de benoeming van premier Donald Tusk tot voorzitter van de Europese Raad benoemde president Komorowski op 15 september 2014 de vroegere minister van Gezondheid en parlementsvoorzitter Ewa Kopacz tot nieuwe premier. Haar regering werd op 22 september door de president beëdigd. Het kabinet komt qua samenstelling grotendeels overeen met het kabinet-Tusk II en is een coalitie van het Burgerplatform (PO) en de Poolse Volkspartij (PSL). Op 1 oktober kreeg de nieuwe regering het vertrouwen van het Poolse lagerhuis, de Sejm (259 voor, 183 tegen, 7 onthoudingen, 11 niet gestemd).
De Poolse parlementsverkiezingen van 25 oktober 2015 eindigden in een nederlaag voor de coalitiepartijen PO en PSL. Tijdens de eerste bijeenkomst van de nieuwe Sejm bood Kopacz aan president Andrzej Duda het ontslag van haar regering aan. Op 16 november werd de nieuwe regering van Beata Szydło door de president beëdigd.

## Samenstelling
| Ministerie                                                 | Minister                  | Partij | Partij | Ambtsperiode      | Ambtsperiode     |
| Ministerie                                                 | Minister                  | Partij | Partij | van               | tot              |
| ---------------------------------------------------------- | ------------------------- | ------ | ------ | ----------------- | ---------------- |
| Voorzitter van de Ministerraad                             | Ewa Kopacz                |        | PO     | 22 september 2014 | 16 november 2015 |
| Vicepremiers                                               | Janusz Piechociński       |        | PSL    | 22 september 2014 | 16 november 2015 |
| Vicepremiers                                               | Tomasz Siemoniak          |        | PO     | 22 september 2014 | 16 november 2015 |
| Minister van Administratie en Digitalisering               | Andrzej Halicki           |        | PO     | 22 september 2014 | 16 november 2015 |
| Minister van Arbeid en Sociale Zaken                       | Władysław Kosiniak-Kamysz |        | PSL    | 22 september 2014 | 16 november 2015 |
| Minister van Binnenlandse Zaken                            | Teresa Piotrowska         |        | PO     | 22 september 2014 | 16 november 2015 |
| Minister van Buitenlandse Zaken                            | Grzegorz Schetyna         |        | PO     | 22 september 2014 | 16 november 2015 |
| Minister van Cultuur en Nationaal Erfgoed                  | Małgorzata Omilanowska    |        | geen   | 22 september 2014 | 16 november 2015 |
| minister van Defensie                                      | Tomasz Siemoniak          |        | PO     | 22 september 2014 | 16 november 2015 |
| minister van Economie                                      | Janusz Piechociński       |        | PSL    | 22 september 2014 | 16 november 2015 |
| Minister van Financiën                                     | Mateusz Szczurek          |        | geen   | 22 september 2014 | 16 november 2015 |
| Minister van Gezondheid                                    | Bartosz Arłukowicz        |        | PO     | 22 september 2014 | 15 juni 2015     |
| Minister van Gezondheid                                    | Marian Zembali            |        | geen   | 16 juni 2015      | 16 november 2015 |
| Minister van Infrastructuur en Ontwikkeling                | Maria Wasiak              |        | geen   | 22 september 2014 | 16 november 2015 |
| Minister van Justitie                                      | Cezary Grabarczyk         |        | PO     | 22 september 2014 | 30 april 2015    |
| Minister van Justitie                                      | Borys Budka               |        | PO     | 4 mei 2015        | 16 november 2015 |
| Minister van Landbouw en Plattelandsontwikkeling           | Marek Sawicki             |        | PSL    | 22 september 2014 | 16 november 2015 |
| Minister van Milieu                                        | Maciej Grabowski          |        | geen   | 22 september 2014 | 16 november 2015 |
| Minister van Onderwijs                                     | Joanna Kluzik-Rostkowska  |        | geen   | 22 september 2014 | 16 november 2015 |
| Minister van de Schatkist                                  | Włodzimierz Karpiński     |        | PO     | 22 september 2014 | 15 juni 2015     |
| Minister van de Schatkist                                  | Andrzej Czerwiński        |        | PO     | 16 juni 2015      | 16 november 2015 |
| Minister van Sport en Toerisme                             | Andrzej Biernat           |        | PO     | 22 september 2014 | 15 juni 2015     |
| Minister van Sport en Toerisme                             | Adam Korol                |        | geen   | 16 juni 2015      | 16 november 2015 |
| Minister van Wetenschap en Hoger Onderwijs                 | Lena Kolarska-Bobińska    |        | PO     | 22 september 2014 | 16 november 2015 |
| Minister zonder portefeuille, kabinetschef van de regering | Jacek Cichocki            |        | geen   | 22 september 2014 | 16 november 2015 |

Ministers in het kabinet-Kopacz
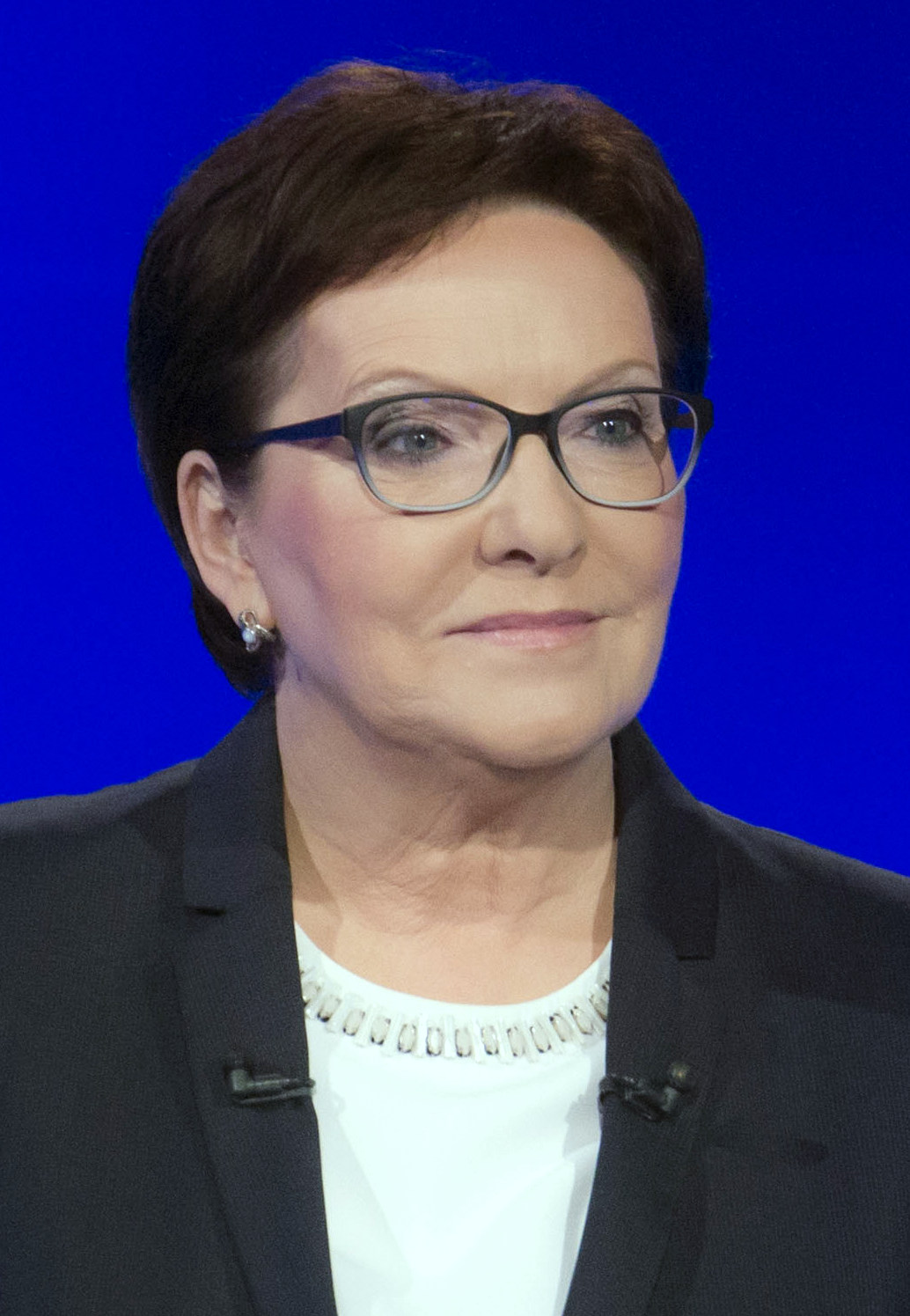
Ewa Kopacz
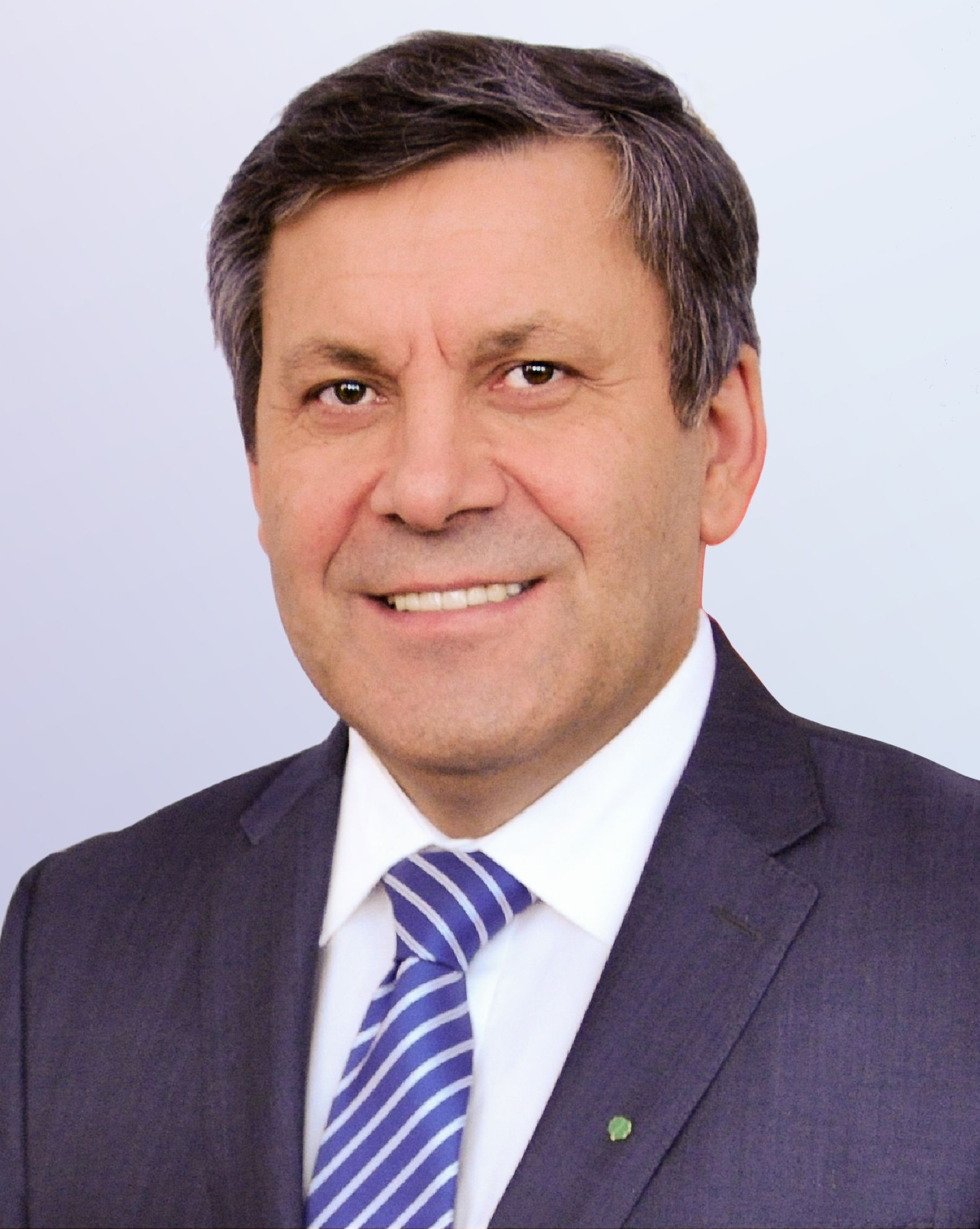
Janusz Piechociński
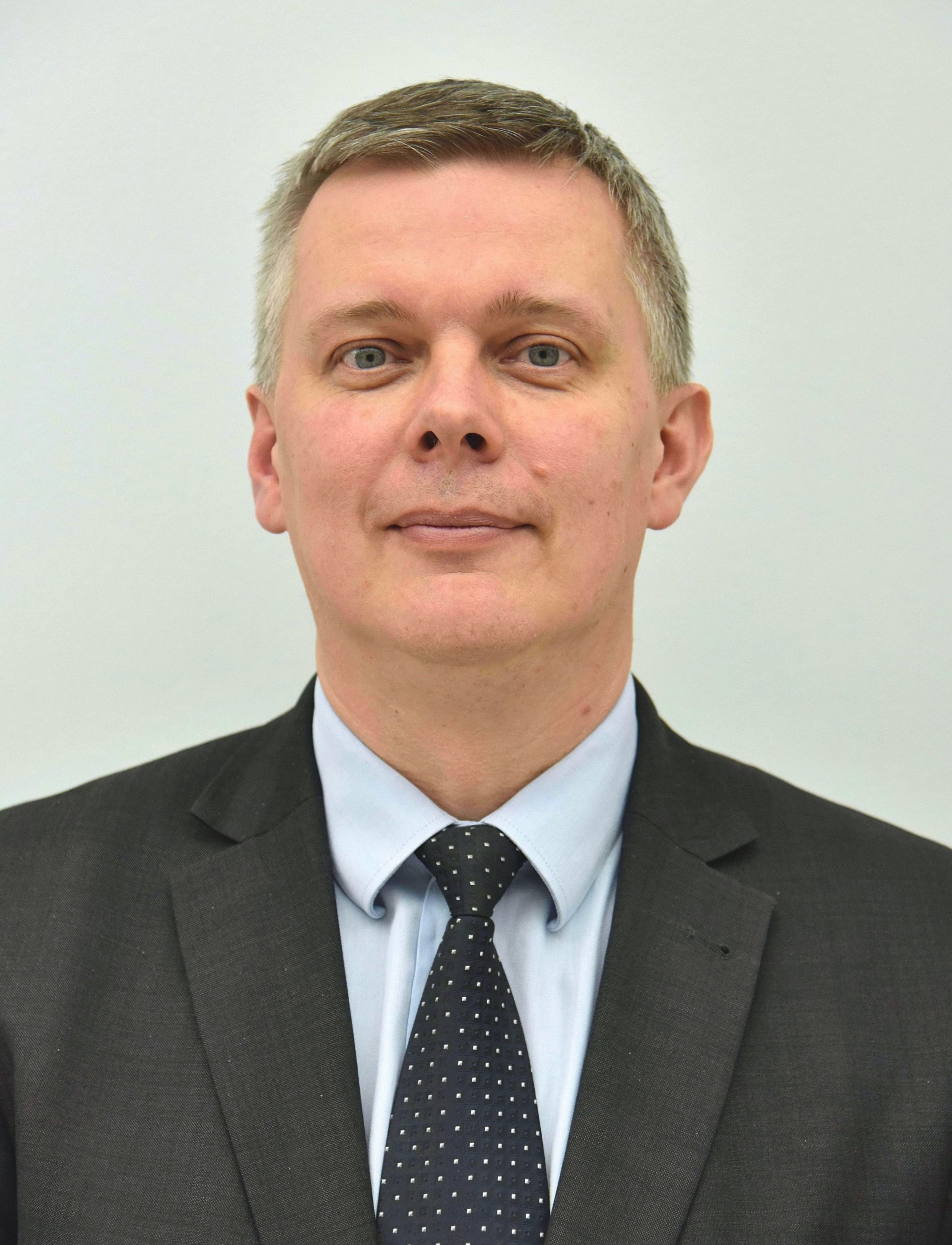
Tomasz Siemoniak
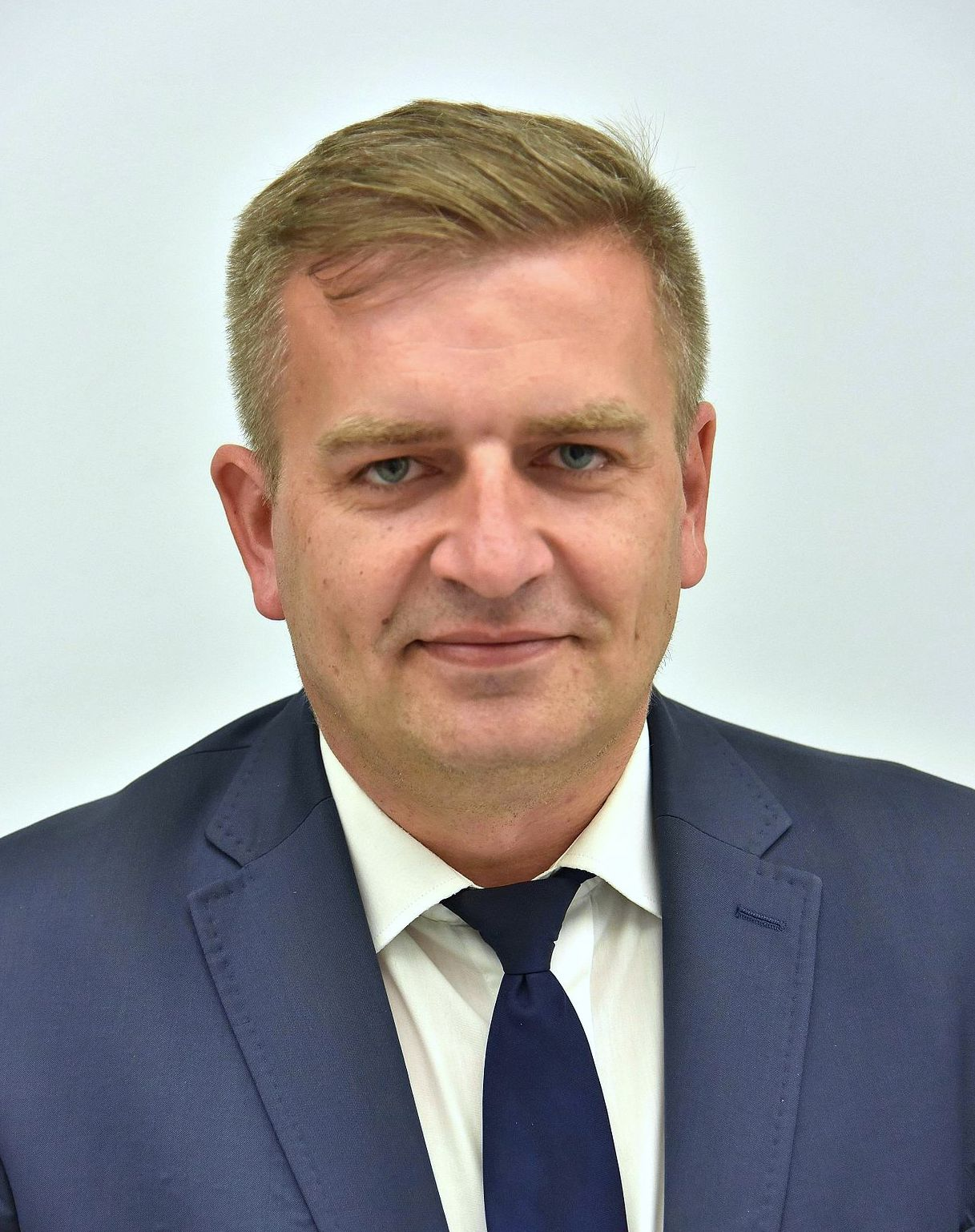
Bartosz Arłukowicz
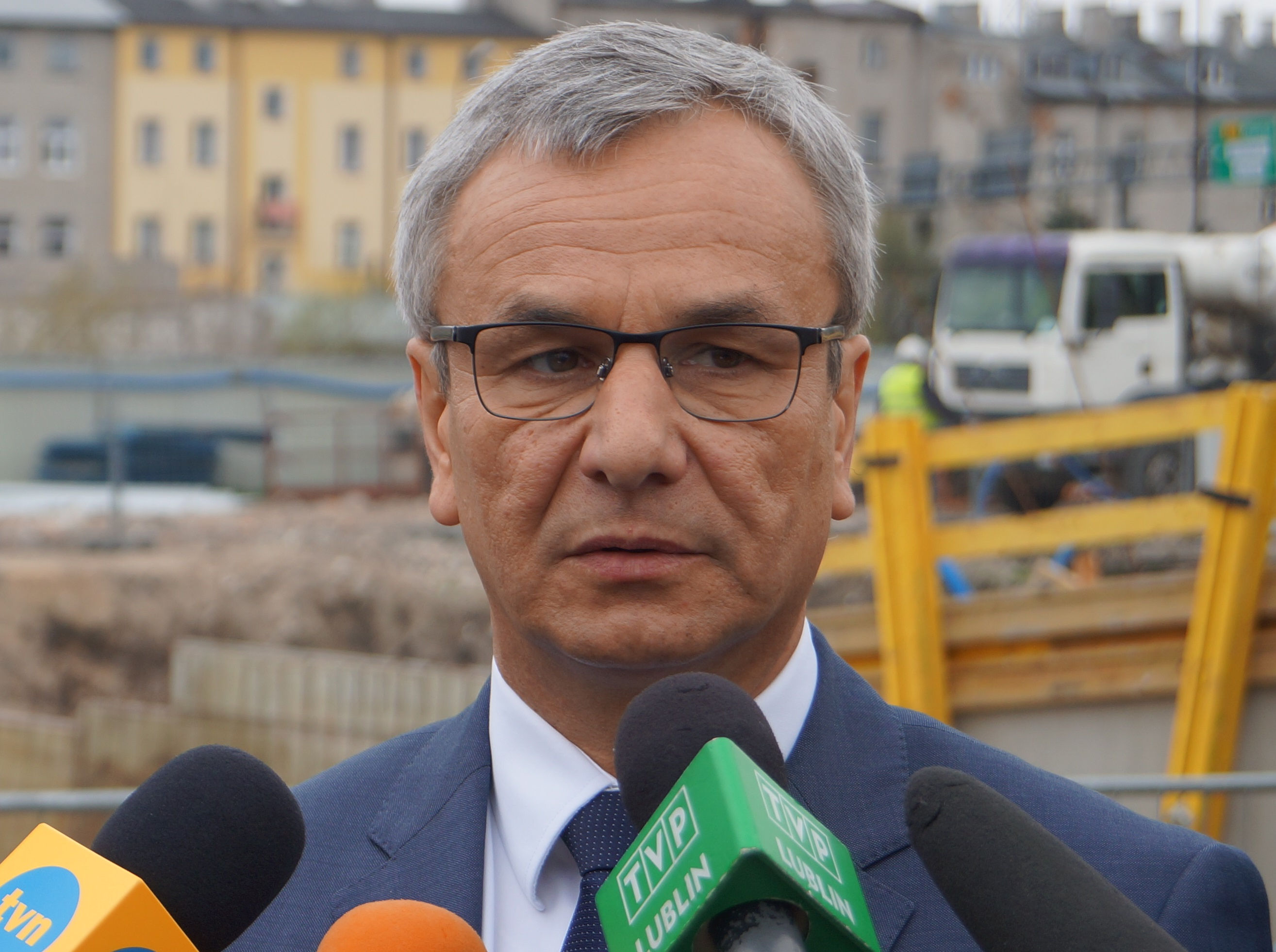
Andrzej Biernat
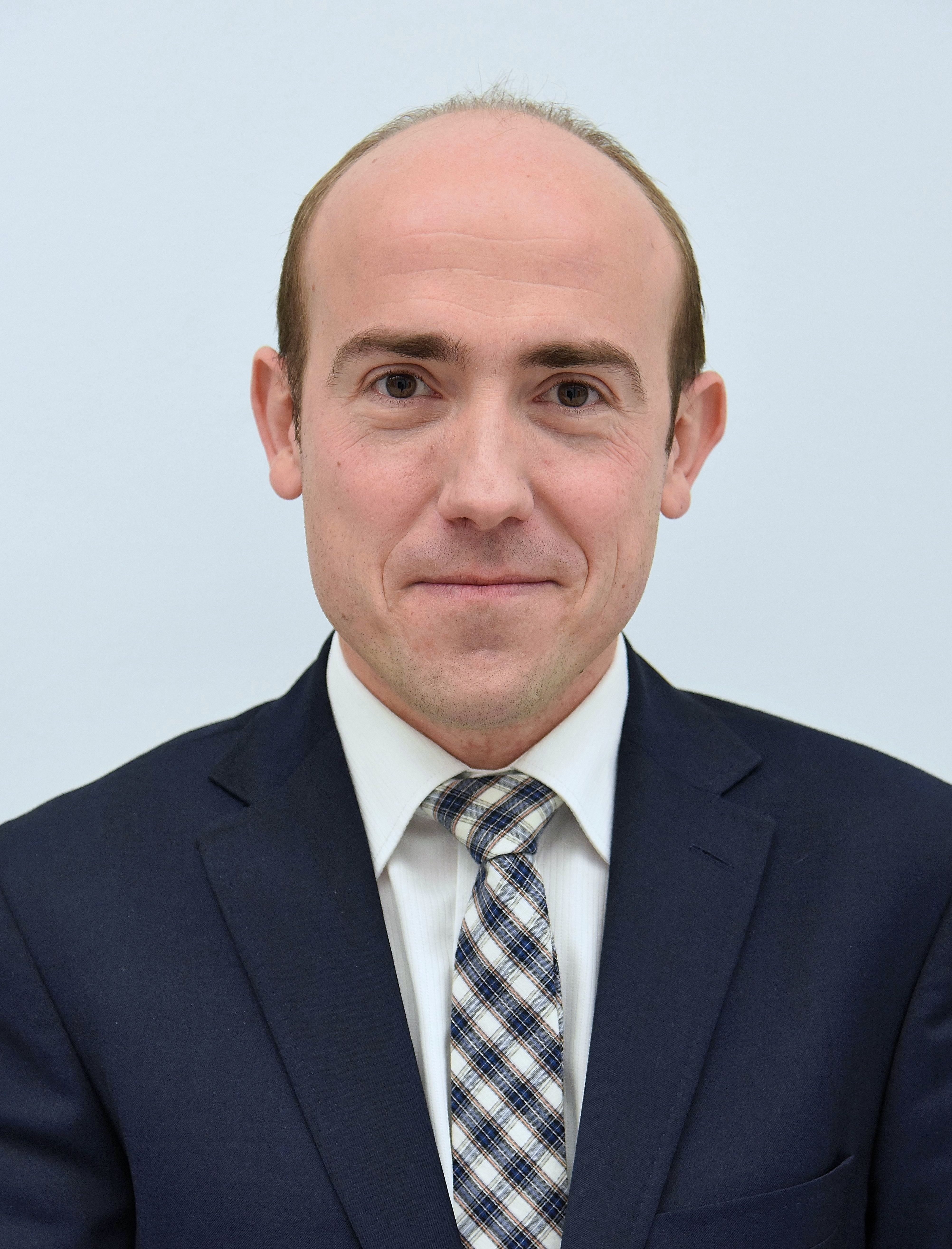
Borys Budka
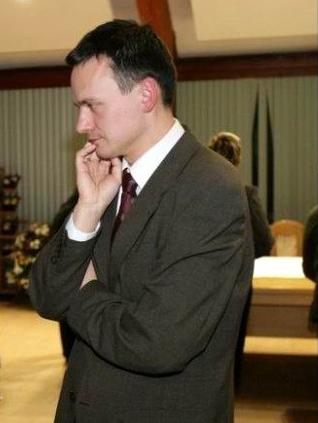
Jacek Cichocki
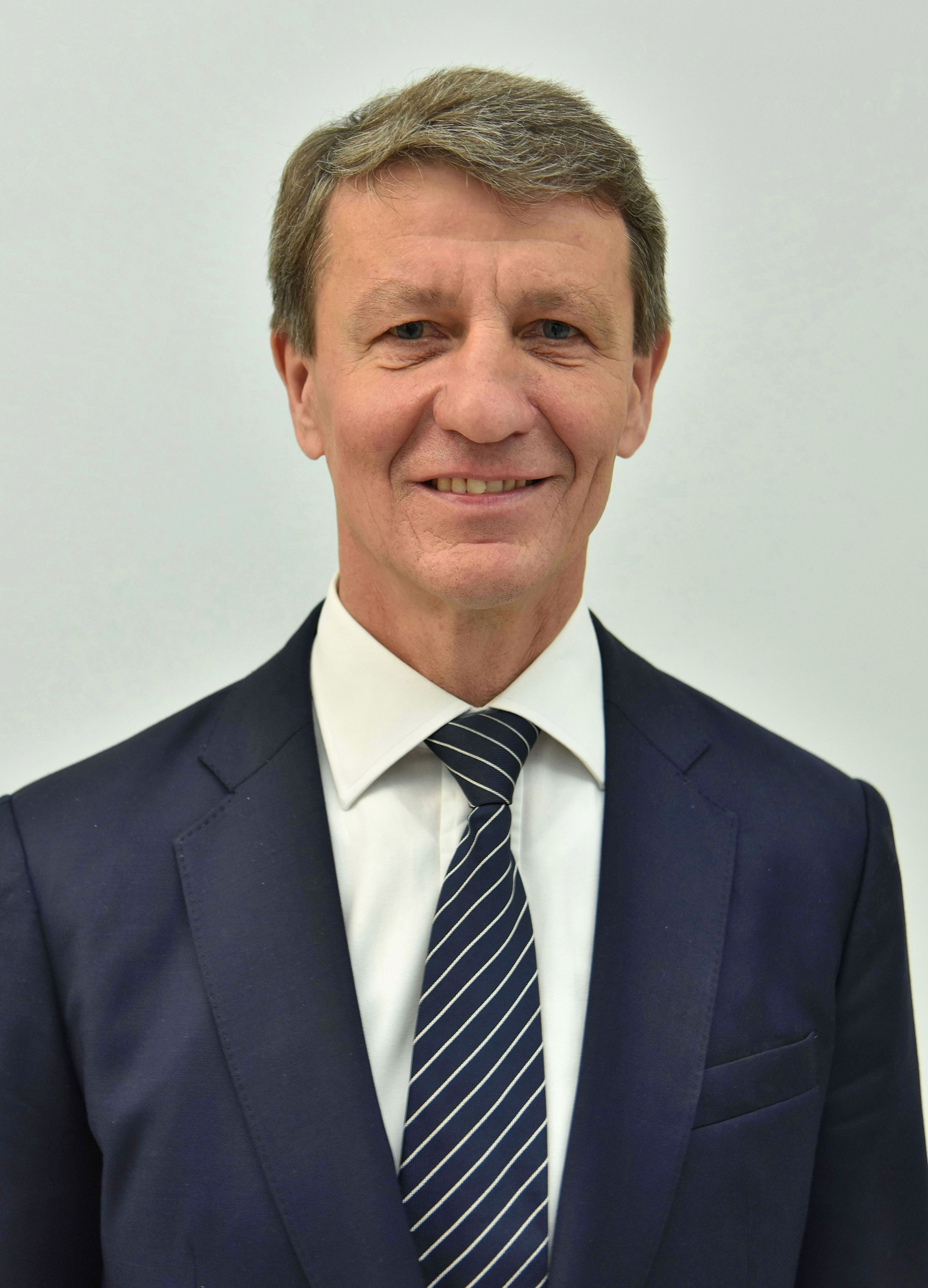
Andrzej Czerwiński
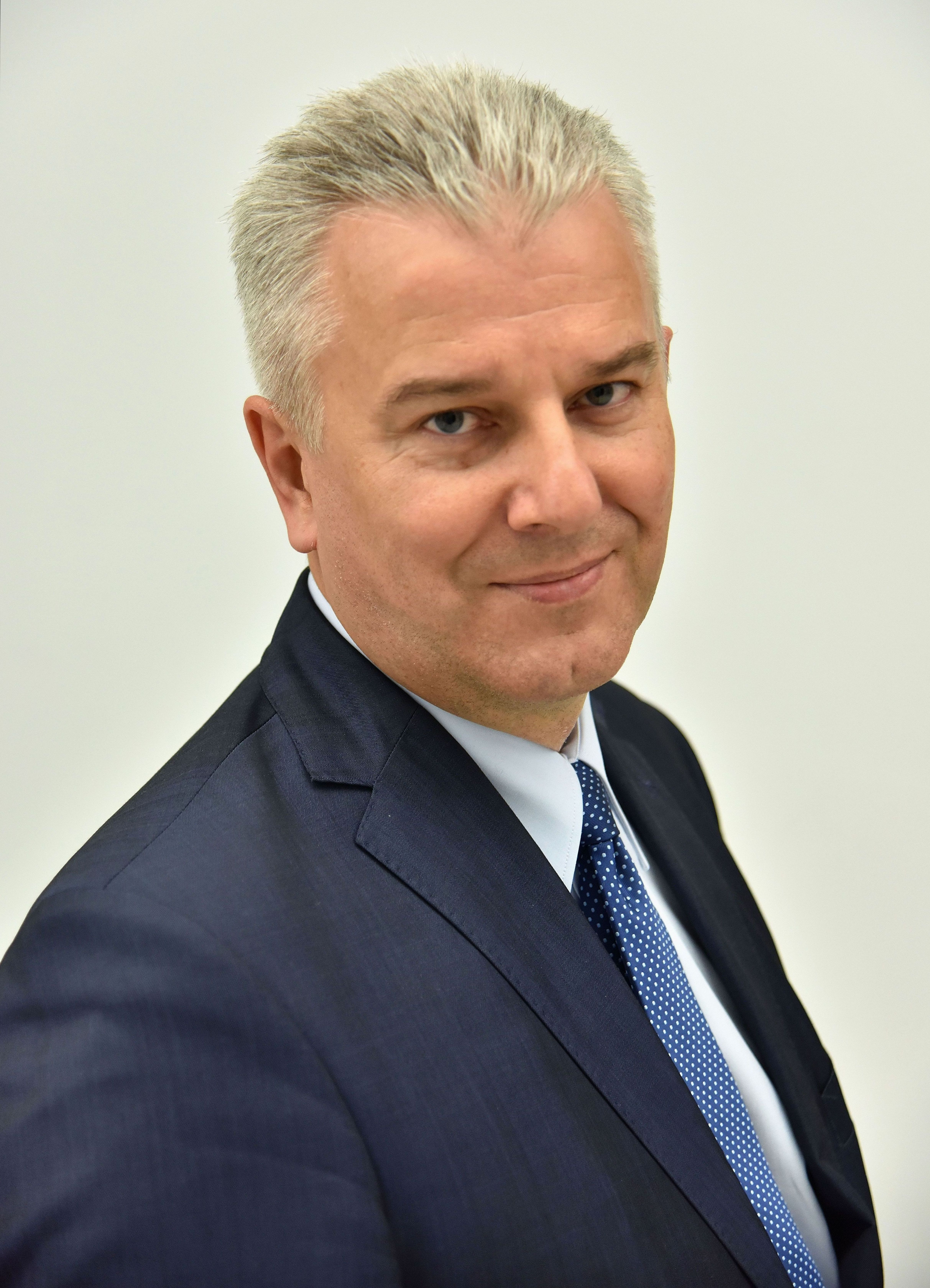
Cezary Grabarczyk
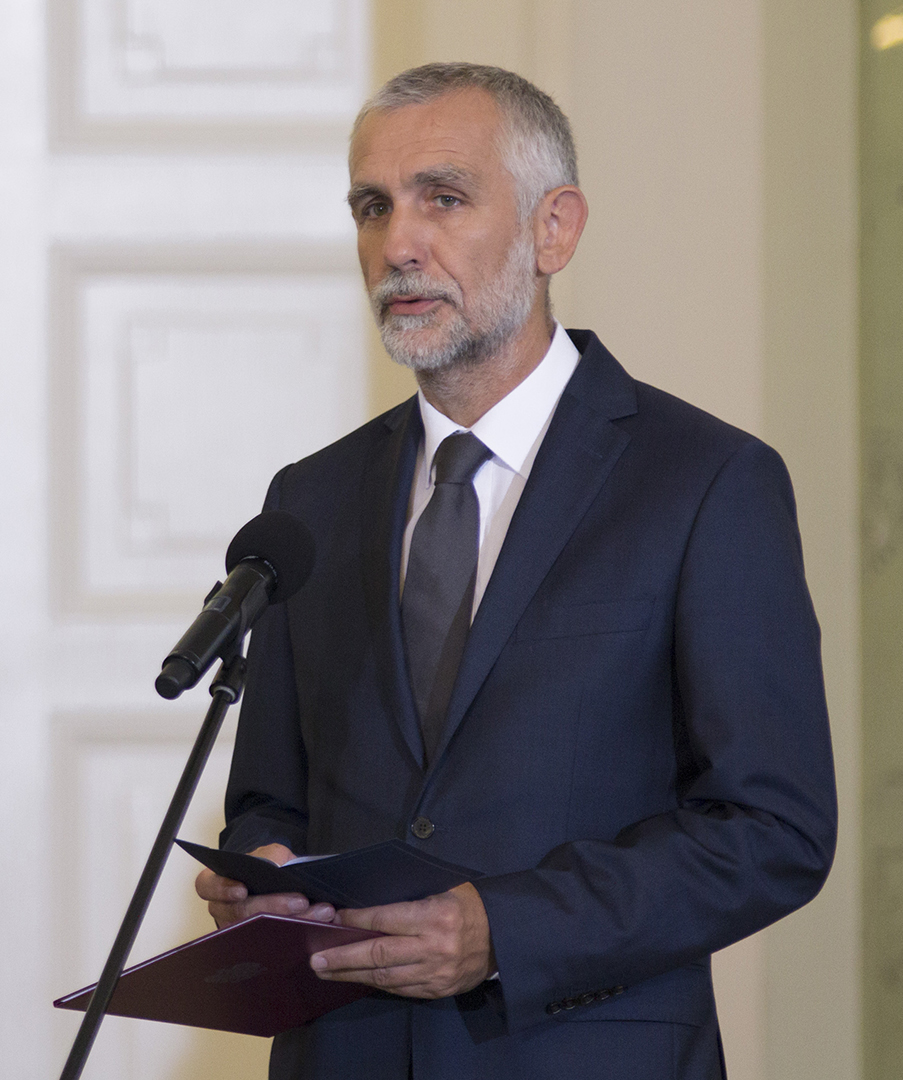
Maciej Grabowski
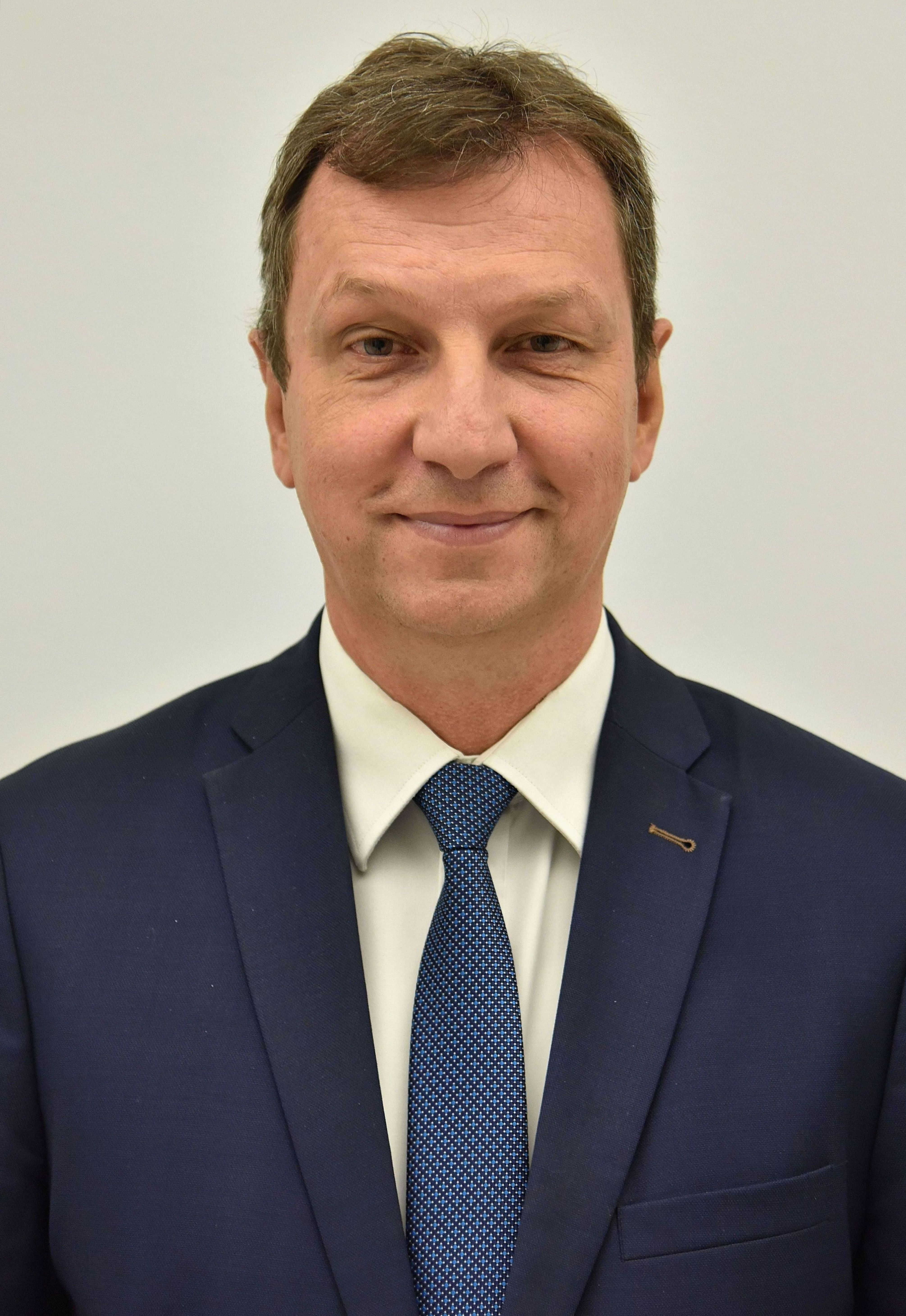
Andrzej Halicki
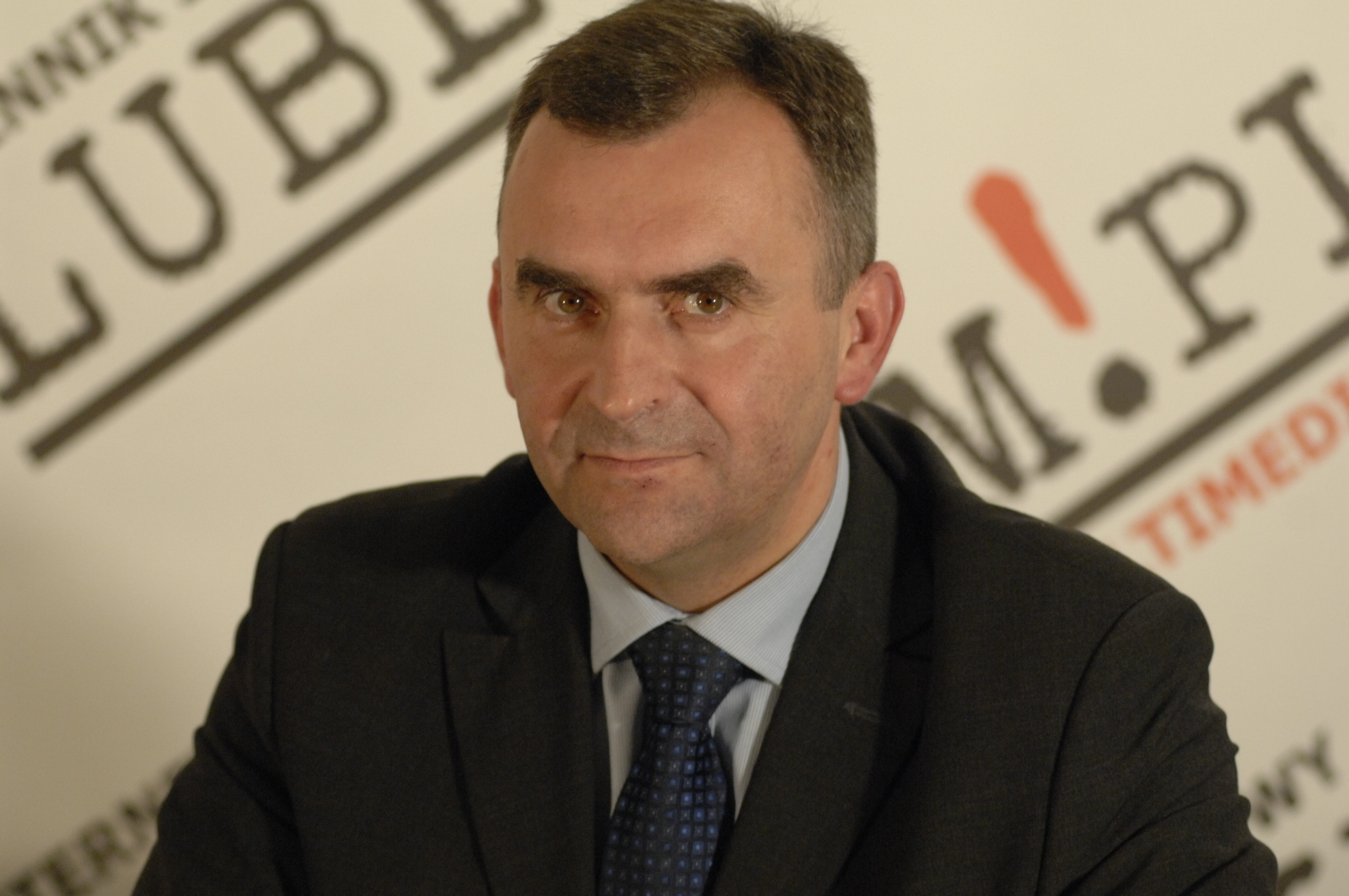
Włodzimierz Karpiński
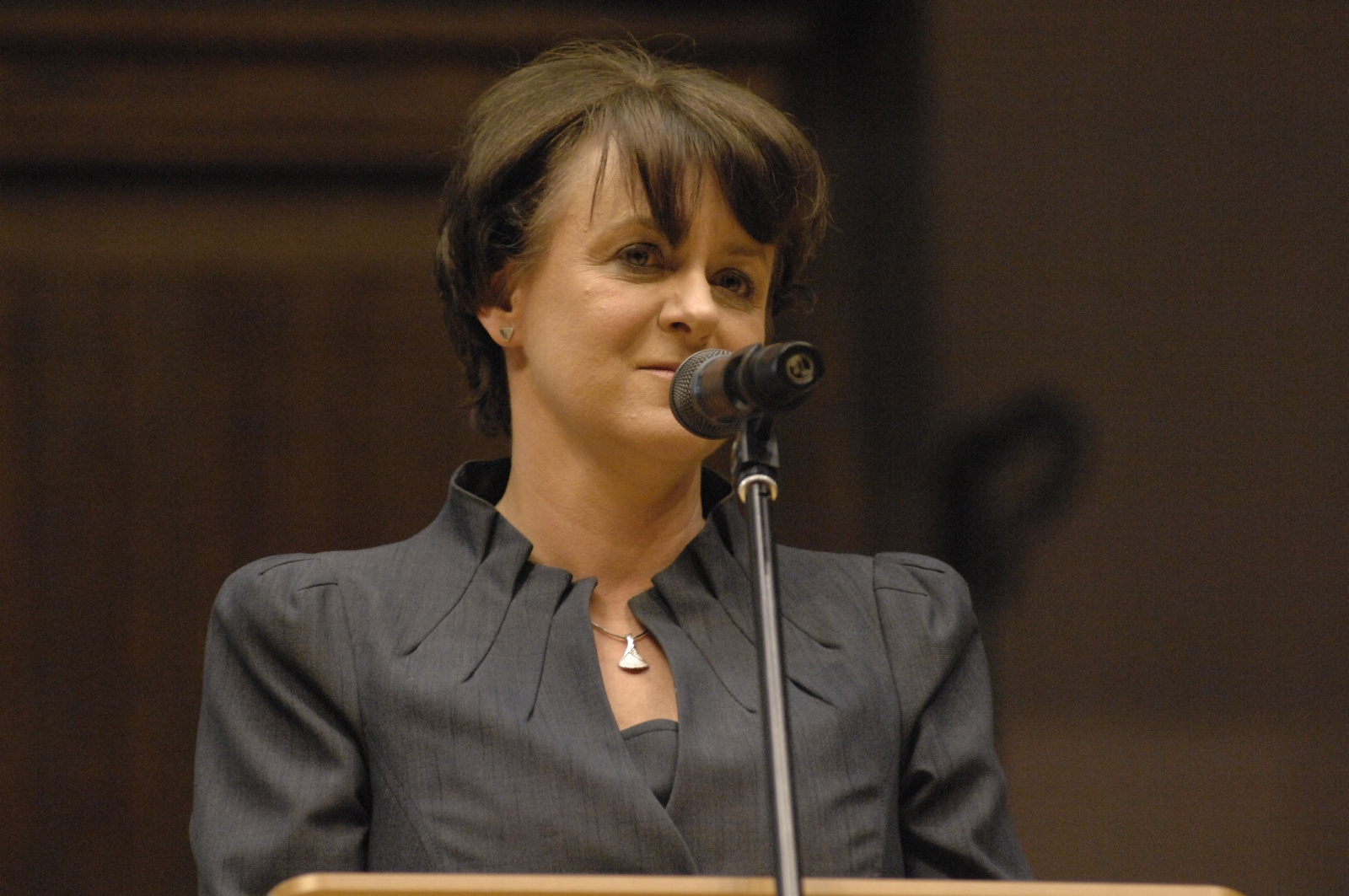
Joanna Kluzik-Rostkowska
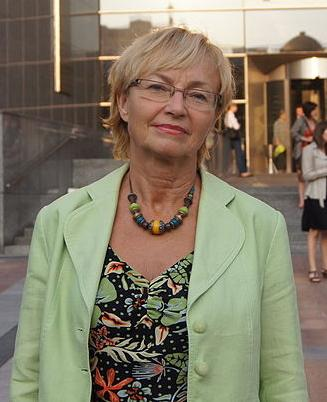
Lena Kolarska-Bobińska
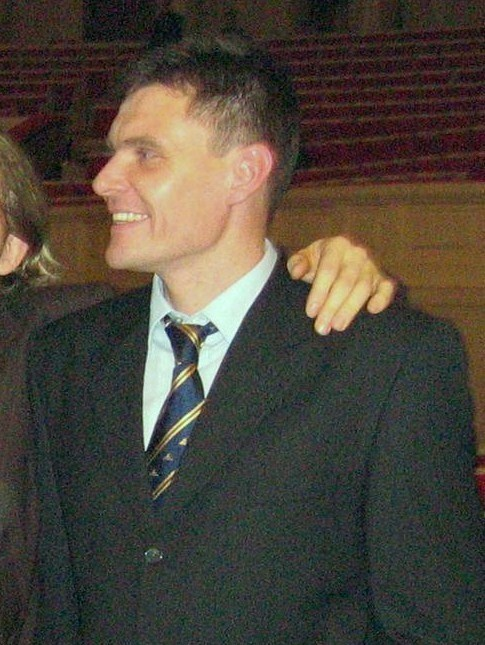
Adam Korol
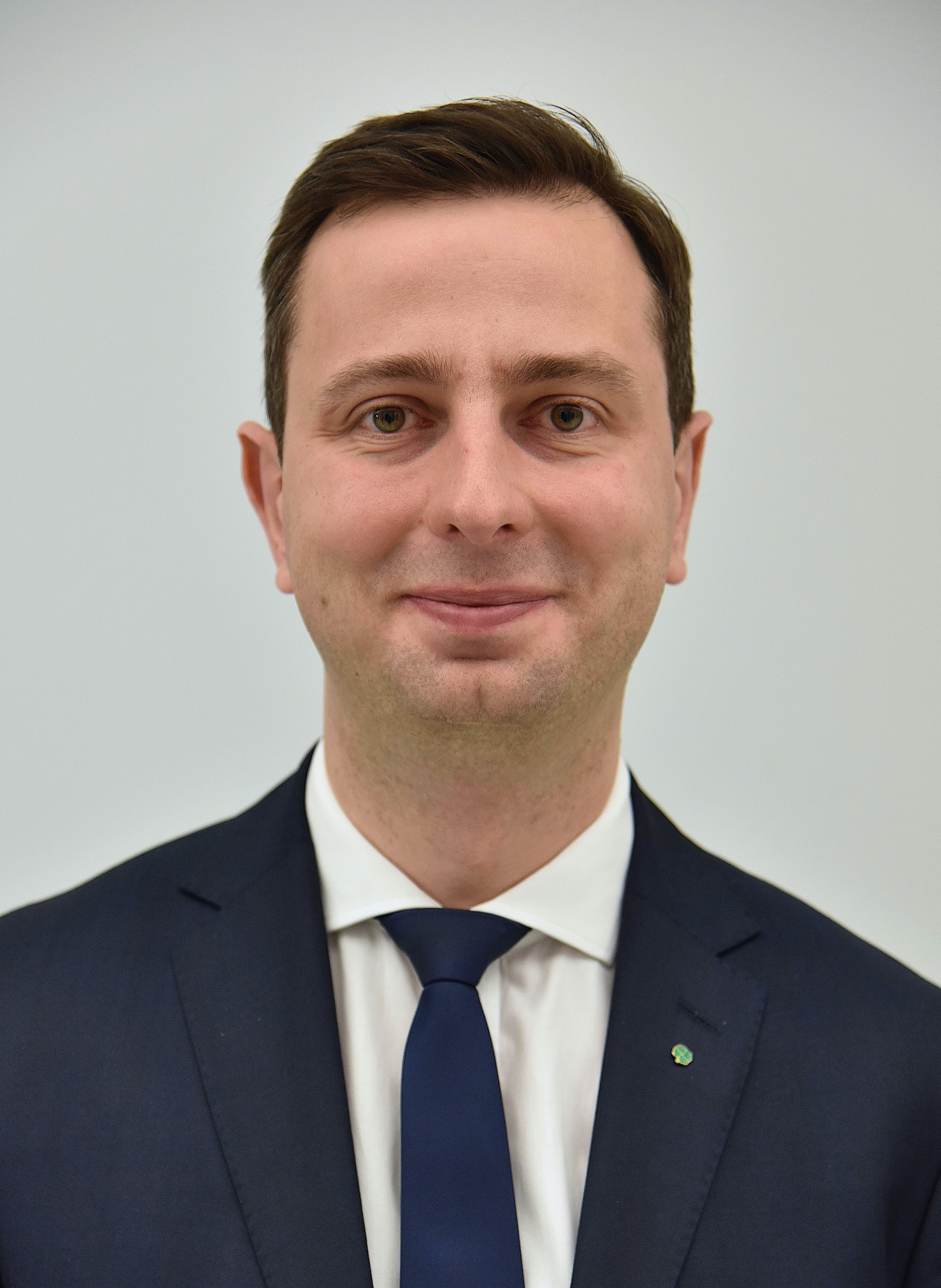
Władysław Kosiniak-Kamysz
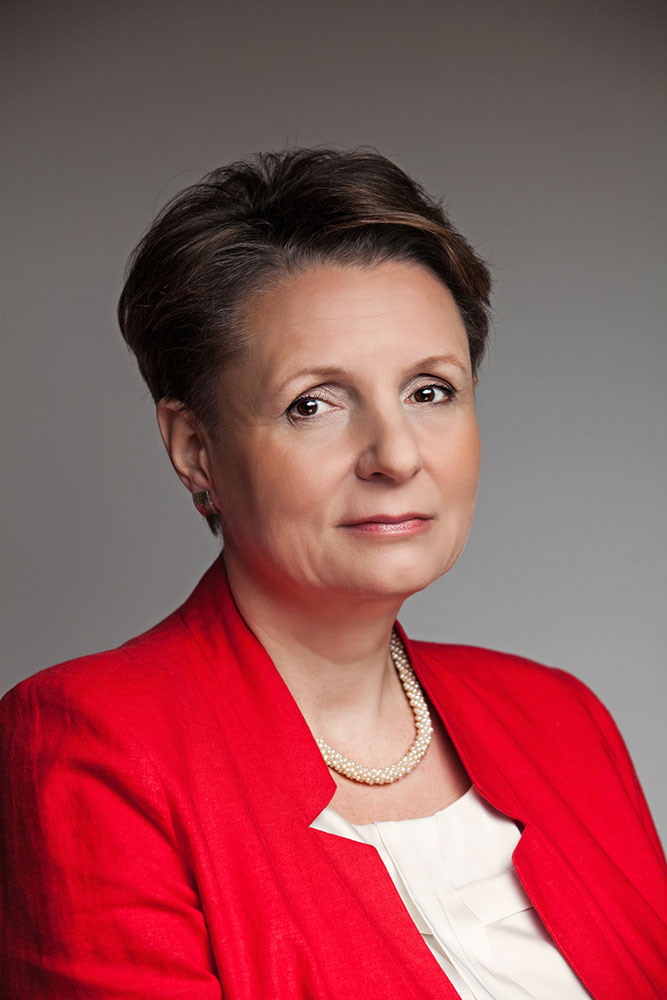
Małgorzata Omilanowska
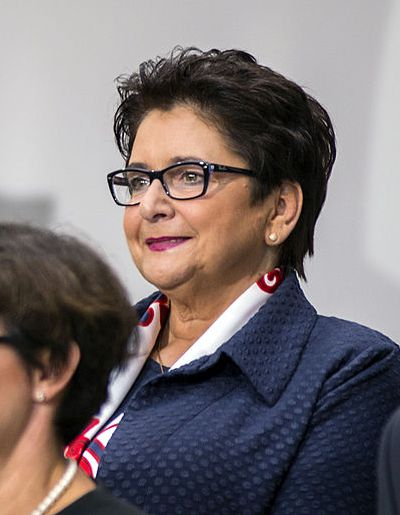
Teresa Piotrowska
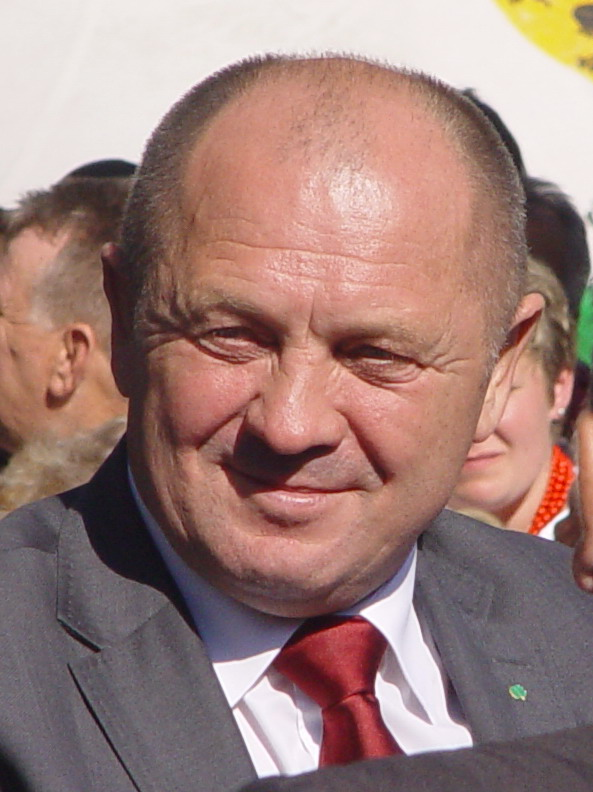
Marek Sawicki
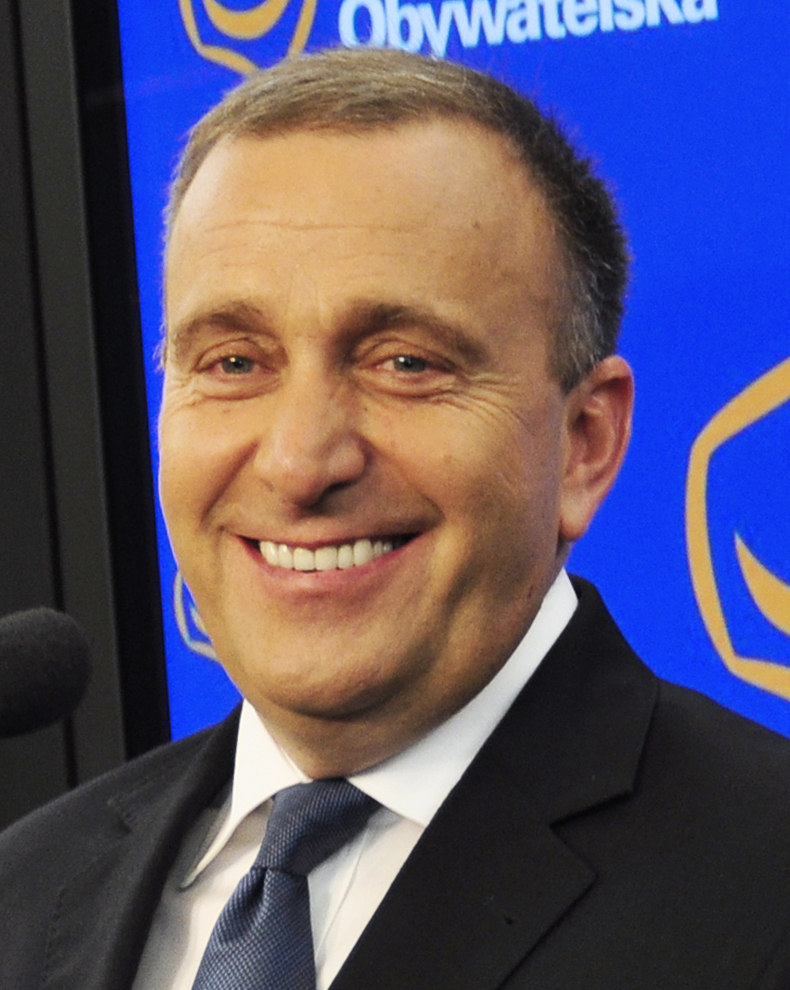
Grzegorz Schetyna
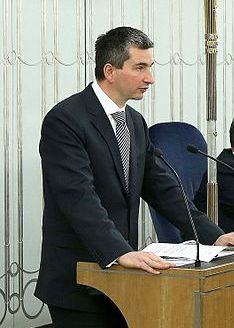
Mateusz Szczurek
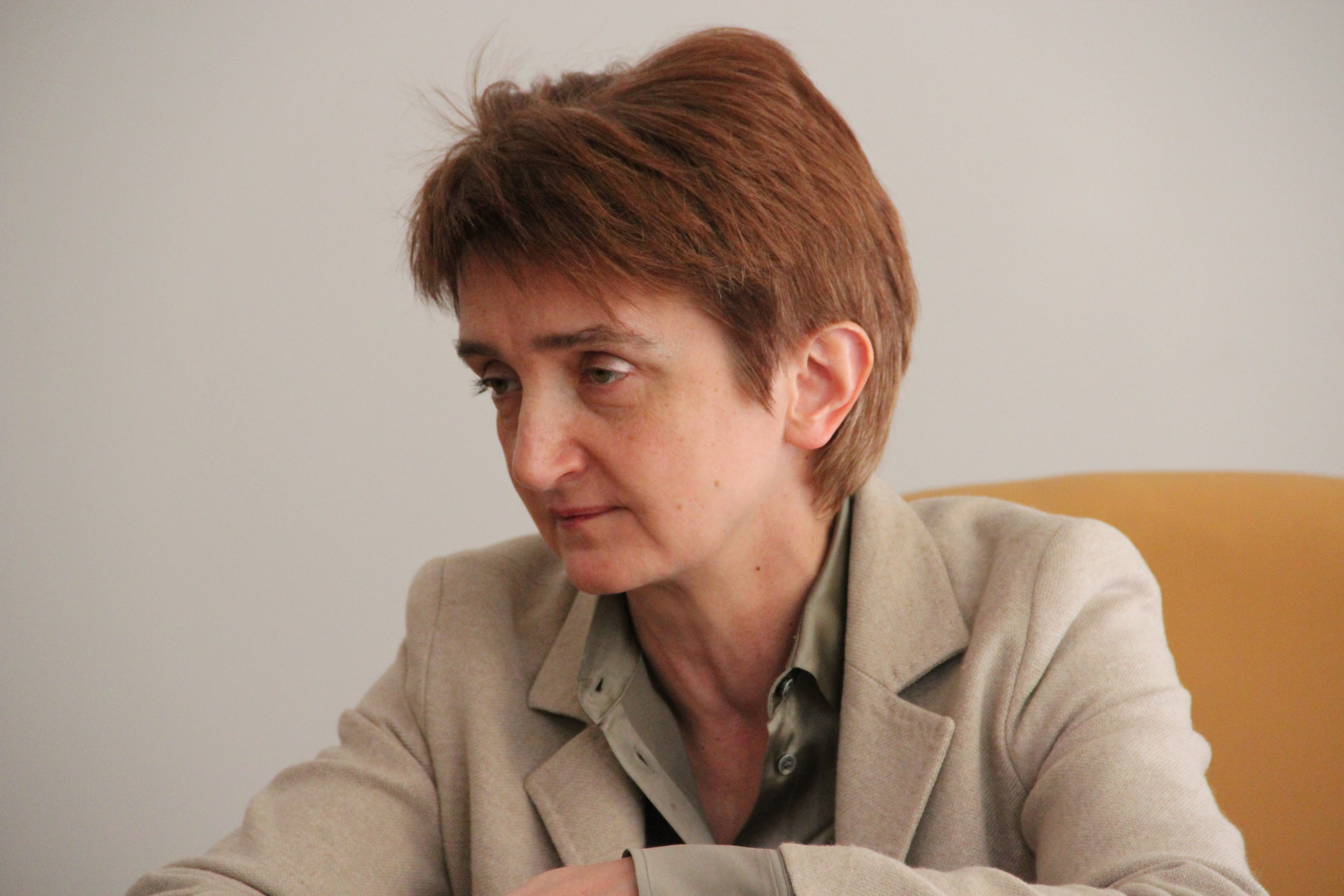
Maria Wasiak

Mazowiecki (1989-1991) ·
Bielecki (1991) ·
Olszewski (1991-1992) ·
Pawlak I (1992) ·
Suchocka (1992-1993) ·
Pawlak II (1993-1995) ·
Oleksy (1995-1996) ·
Cimoszewicz (1996-1997) ·
Buzek (1997-2001) ·
Miller (2001-2004) ·
Belka I (2004) ·
Belka II (2004-2005) ·
Marcinkiewicz (2005-2006) ·
Kaczyński (2006-2007) ·
Tusk I (2007-2011) ·
Tusk II (2011-2014) ·
Kopacz (2014-2015) ·
Szydło (2015-2017) ·
Morawiecki (2017-2019) ·
Morawiecki (2019-2023) ·
Morawiecki (2023) ·
Tusk III (2023-) ·